# Jabłkowo
Jabłkowo (prononciation : [jabu̯ˈkɔvɔ]) est un village polonais de la gmina de Skoki dans le powiat de Wągrowiec de la voïvodie de Grande-Pologne dans le centre-ouest de la Pologne.
Il se situe à environ 11 kilomètres à l'est de Skoki (siège de la gmina), 17 kilomètres au sud-est de Wągrowiec (siège du powiat), et à 40 kilomètres au nord-est de Poznań (capitale de la Grande-Pologne).

## Histoire
De 1975 à 1998, le village faisait partie du territoire de la voïvodie de Poznań.

Depuis 1999, Jabłkowo est situé dans la voïvodie de Grande-Pologne.

## Monument
Le village possède une église en bois datant de 1754, sur l'emplacement de l'ancien édifice détruit par un incendie. L'église a un intérieur baroque et rococo de la seconde moitié du XVIIe siècle.